# Campagne (landbouw)
Campagne is de tijd dat bepaalde landbouwproducten worden geoogst, en direct tot halffabricaat of eindproduct worden verwerkt.
Zo'n geheel is veelal een hectische tijd voor transporteurs en medewerkers van de fabriek en gaat continu (dag en nacht) door totdat de stroom te verwerken producten stopt, waarna de hele fabriek wordt schoongemaakt en voorbereid op de volgende campagne.
Zo spreken we vaak van de bietencampagne waarbij de omgeving - tijdens het in bedrijf zijn - karakteristiek zoet/wee ruikt en overal op en langs de aanvoerwegen suikerbieten liggen en kleiklodders van de vrachtautowielen vallen. Na de campagne vervalt alles weer in het "normale" patroon.